# Frank Lee Culbertson
Frank Lee Culbertson, Jr. (* 15. Mai 1949 in Charleston, South Carolina) ist ein ehemaliger US-amerikanischer Astronaut. 
Culbertson absolvierte 1971 die United States Naval Academy und erhielt einen Bachelor in Luft- und Raumfahrttechnik. Anschließend diente er an Bord der USS Fox im Golf von Tonkin, bevor er zum Flugtraining nach Pensacola kam.
Als Navy-Flieger flog er ab 1973 verschiedene Flugzeugtypen an mehreren Standorten bzw. auf Flugzeugträgern, bis er im Mai 1981 zur U.S. Naval Test Pilot School in Patuxent River (Maryland) kam. Ab 1982 arbeitete er als Programm-Manager und als Testpilot für das Strike Aircraft Test Directorate, bis er schließlich 1984 zur NASA kam. Er hat über 6000 Stunden Flugerfahrung mit 40 verschiedenen Flugzeugen und absolvierte 350 Landungen auf Flugzeugträgern.

## Astronautentätigkeit
Culbertson wurde im Mai 1984 von der NASA als Raumfahreranwärter ausgewählt. Sein Astronauten-Basistraining dauerte bis Juni 1985. Anschließend war er an der Weiterentwicklung und an Tests zur Steuerung, den Reifen und Bremsen des Shuttle-Bugrads beteiligt.  Er war Mitglied der Unterstützungsmannschaften am Kennedy Space Center für die Shuttle-Flüge STS-61-A, STS-61-B, STS-61-C und STS-51-L. 1986 arbeitete er im NASA-Hauptquartier in Washington, D.C. an den Untersuchungen zur Challenger-Katastrophe mit.
Er wurde leitender Astronaut am Shuttle Avionics Integration Laboratory (SAIL), Leiter der Gruppe zur Untersuchung einer Möglichkeit zum Verlassen der Raumfähre bei einem Notfall und als CapCom im Mission Control Center betreute er sieben Missionen: STS-27, -29, -30, -28, -34, -33 und -32. Außerdem arbeitete er sowohl für das Shuttle-Mir-Programm als auch später für das Programm der Internationalen Raumstation.

### STS-38
Culbertson startete mit der Raumfähre Atlantis am 15. November 1990 zu seiner ersten Mission STS-38 im Auftrag des US-Verteidigungsministeriums. Als Nutzlast wurde ein militärischer Spionagesatellit ausgesetzt.

### STS-51
Am 12. September 1993 flog er mit der Discovery zur Mission STS-51 ins All und setzte dabei den Advanced Communications Technology Satellite (ACTS) und den Shuttle Pallet Satellite (ORFEUS-SPAS) aus. Letzterer hatte amerikanische und deutsche wissenschaftliche Experimente einschließlich eines Ultraviolett-Spektrometers an Bord. In einem siebenstündigen Außenbordeinsatz erprobten seine Kollegen James Newman und Carl Walz Werkzeuge und Methoden zur Reparatur des Hubble-Weltraumteleskops. Nachdem ORFEUS-SPAS sechs Tage frei geflogen war und sich dabei ca. 65 km von der Discovery entfernt hatte, wurde er schließlich mit Hilfe des Roboterarms des Space Shuttle wieder eingefangen. Nach 158 Erdumrundungen landete die Discovery als erstes Shuttle in der Nacht am Kennedy Space Center.

### ISS-Expedition 3
An Bord der Discovery startete Culbertson am 10. August 2001 als Mitglied der dritten Langzeitbesatzung zur Internationalen Raumstation (ISS). Am 12. August 2001 dockte er mit dem Space Shuttle an der ISS an, um dort insgesamt 129 Tage zu arbeiten, davon 117 Tage (ab dem 17. August) als Kommandant. Am 12. November montierte Culbertson mit Wladimir Deschurow bei einem Weltraumausstieg 7 Telemetriekabel des automatischen Kopplungssystems Kurs, beendete die Montage des Strela-Krans und inspizierte ein nicht exakt ausgeklapptes Solarzellenpaneel am Swesda-Modul. Am 15. Dezember 2001 verließ die dritte Langzeitbesatzung die Station und landete mit der Raumfähre Endeavour (STS-108) am 17. Dezember 2001 am Kennedy Space Center.

## Privates
Culbertson hat mit seiner zweiten Frau Rebecca Ellen zwei und aus erster Ehe drei inzwischen erwachsene Kinder.